# 西北達勒姆 (英國國會選區)
西北達勒姆（英語：North West Durham），英國國會一郡選區，位於英格蘭達勒姆郡舊威爾河谷大部和德文特賽德西部。設於1885年，1918年撤銷，1950年恢復。
這裡恢復以來一直是工黨佔優的選區。2010年大選中，帕特·格拉斯以42.3%選票勝出該區首度當選。